# Mirko Novović
Mirko Novović, črnogorski general, * 18. november 1917, Cecuni pri Andrijevici, Kraljevina Črna gora, † 28. avgust 1997, Beograd, Srbija.

## Življenjepis
Leta 1936 je postal član KPJ in leta 1941 je sodeloval pri organizaciji NOVJ. Med vojno je bil politični komisar več enot.
Po vojni je bil politični komisar divizije, načelnik Politične šole JLA, načelnik Šole civilne zaščite,...